# Йота¹ Наугольника
Йота¹ Наугольника (ι¹ Nor / ι¹ Normae) — тройная звезда в южном созвездии Наугольника. Система звёзд имеет общую видимую звездную величину 4,69m, видна невооруженным глазом и находится на расстоянии 40 пк от Солнца.

## Характеристики звёздной системы
Визуальная тройная звезда состоит из тесной двойной пары массивных белых звезд главной последовательности спектральных классов A4 и A6, вокруг которой обращается меньший компонент, жёлтый карлик класса G8. Система имеет химические аномалии в наблюдаемом спектре — содержание неодима и кобальта в шесть раз превышает их содержание в Солнечной системе, с другой стороны содержание ванадия и стронция составляет только 8% от солнечного. Из-за наличия скоплений пыли между системой и Землей, её видимая звездная величина снижена на 0,062m.
Компонента системы ζ Nor B обращается вокруг ζ Nor A по сильно вытянутой орбите с эксцентриситетом 0,52 и периодом примерно 27 лет. Третья компонента системы ζ Nor C обращается вокруг центральной пары с периодом 4750 лет. Для наблюдателя с Земли угловое расстояние между внутренними компонентами составляет 0,33", между компонентами ζ Nor A и ζ Nor C — 10.8". Компонента ζ Nor C является переменной звездой и имеет характеристики, схожие с 61 Большой Медведицы.